# دیلین (گروه موسیقی)
دیلین (به انگلیسی: Delain) یک گروه سمفونیک متال هلندی است که در سال ۲۰۰۲ توسط مارتین وسترهولت، کیبوردیست سابق ویثین تمپتیشن تشکیل شد و قصد داشت که گروه صرفاً یک پروژه باشد. خواننده شارلوت وسلز در سال ۲۰۰۵ برای پیوستن به آن دعوت شد. نام گروه از پادشاهی دیلین در رمان استیون کینگ، چشمان اژدها گرفته شده‌است. در فوریه ۲۰۲۱، اعضا تصمیم به جدایی گرفتند. در ژوئن ۲۰۲۱، وسترهولت اعلام کرد که یک ترکیب جدید شامل اعضای سابق و جدید وجود خواهد داشت.

## تاریخچه

### سال‌های اولیه، آلبوم شفافیت و باران آوریل (۲۰۰۲–۲۰۱۰)

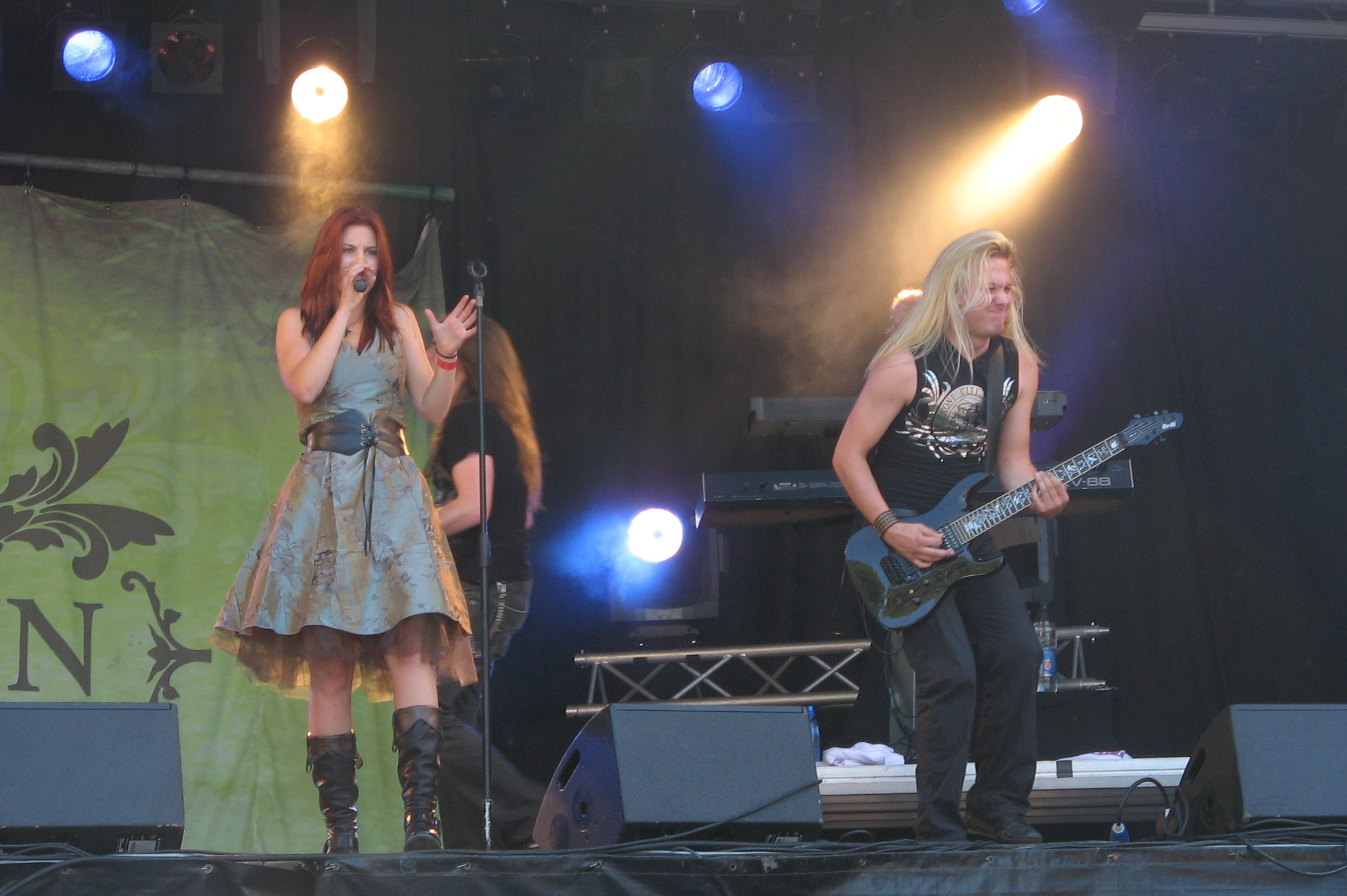
اجرای دیلین در سال ۲۰۰۷

در سال ۲۰۰۲، وسترهولت پس از اینکه به دلیل بیماری مونونوکلئوز عفونی مجبور به ترک ویثین تمپتیشن شد، «دیلین» را تشکیل داد. در همان سال، آنها به‌طور مستقل نسخهٔ نمایشی Amenity را منتشر کردند. پس از دمو، وسترهولت به‌طور موقت پروژه را پشت سر گذاشت اما به نوشتن موسیقی ادامه داد.
در سال ۲۰۰۵، او به شارلوت وسلز پیوست و با Roadrunner Records قرارداد امضا کرد. در آن زمان، گروه به عنوان یک پروژه موسیقایی با حضور تعدادی از نوازندگان مهمان در نظر گرفته شد و نه به عنوان یک گروه زنده.
لوسیدیتی رؤیای وسترهولت را برای یک پروژه موسیقایی با حضور بسیاری از نوازندگان مشهور جامعه متال محقق کرد: مارکو هیتالا، لیو کریستین، آرین ون ویزنبک، اد اسلویتر، جورج اوستوک و گاس آیکنز، شارون دن ادل و یان یرلوند.
با وجود تأخیرهای زیاد، Lucidity در سپتامبر ۲۰۰۶ منتشر شد و بازخوردهای کلی آن مثبت بود. این آلبوم سه تک‌آهنگ را تولید کرد: Frozen, See Me In Shadow و The Gathering، و استقبال از آلبوم به دیلین اجازه داد تا در هلند و کشورهای همسایه تورهای خود را برای حمایت از آن برگزار کند. راب ون در لو، رونالد لاندا و ساندر زوئر به ترتیب بر روی بیس، گیتار و درام برای تکمیل گروه زنده اضافه شدند.
در پایان سال ۲۰۰۷، دیلین اعلام کرد که در حال کار بر روی دومین آلبوم خود هستند. آهنگ‌های جدیدی از آلبوم - "Stay Forever" و "Start Swimming" - در اوایل سال ۲۰۰۸ به لیست مجموعه گروه اضافه شدند. دومین آلبوم آنها، April Rain در ۹ فوریه ۲۰۰۹ منتشر شد. تک آهنگ اصلی، آهنگ عنوان "باران آوریل" بود. "، و به دنبال آن "برای همیشه بمان". گروه تورهای گسترده‌ای را برای حمایت از آلبوم، بازدید از بسیاری از کشورهای جدید مانند ایالات متحده و مکزیک، و همچنین اجرا در جشنواره‌های مطرح در اروپا، از جمله Hellfest, Lowlands, Wacken Open Air و Sonisphere برگزار کرد.[ در فوریه ۲۰۱۰، دیلین اعلام کرد که کار بر روی آلبوم سوم خود را آغاز کرده‌اند و راب ون در لو، نوازنده باس، در همان سال به دلیل محدودیت زمانی گروه را ترک خواهد کرد. در ماه مارس، Otto Schimmelpenninck van der Oije به عنوان جانشین راب معرفی شد. در ۴ اکتبر ۲۰۱۰، دیلین اعلام کرد که قرار است با گیتاریست، Ewout Pieters همکاری کند. تیمو سامرز در ۱۷ آوریل ۲۰۱۱ به عنوان جانشین وی معرفی شد.

### آلبوم ما دیگران هستیم (۲۰۱۱–۲۰۱۳)

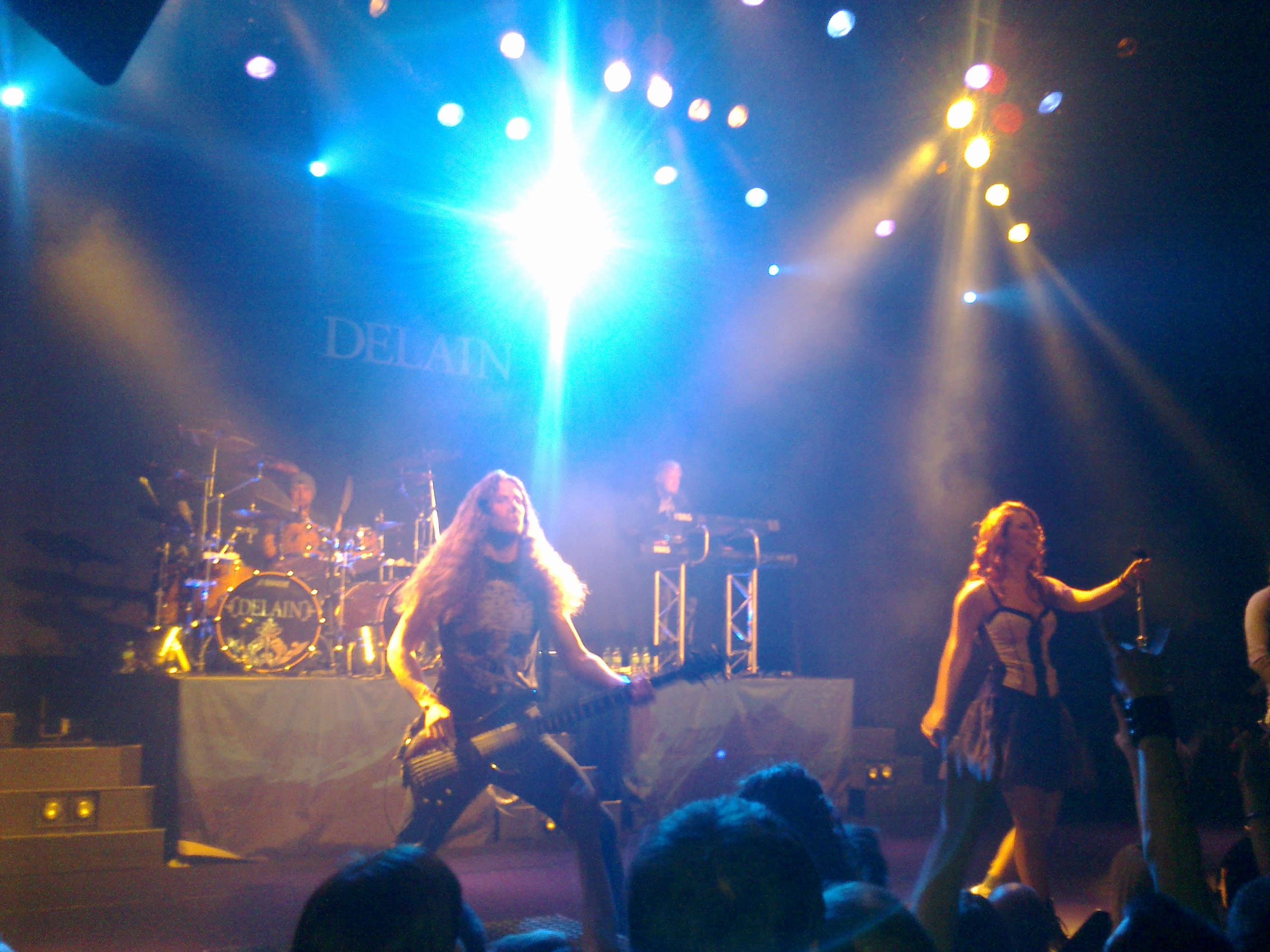
دیلین در حال اجرا در استراسبورگ، ۲۰۱۱

دیلین در طول برنامه‌های زنده خود در سال ۲۰۱۱، سه آهنگ جدید خود را آغاز کرد - "Manson" (که بعداً به "Mother Machine" تغییر نام داد)، "Get the Devil Out of Me" و "Milk and Honey" - از آلبوم سوم خود، We Are the Others. ↵ وسلز در مصاحبه ای با سونیک کاتدرال دربارهٔ الهاماتی که از پرونده سوفی لنکستر گرفته صحبت کرد:
یادم می‌آید زمانی که برای اولین بار در مورد آن شنیدم … در اخبار هلندی نبود، فقط از طریق شبکه‌های اینترنتی و صحنه گوت در مورد آن شنیدم … این فیلم در مورد آن ساخته شد، یک فیلم کوتاه در حدود چهار دقیقه. دیدمش فقط گریه کردم خیلی غم‌انگیز است! بعد از دیدن فیلم، تا زمانی که در حال کار بر روی «ما دیگران هستیم» هیچ کاری با آن انجام ندادم. اما ایده اصلی اشعار آنجا بود. این فقط قرار بود آهنگی در مورد «ما دیگران هستیم» و احساس با هم بودن باشد. از یک طرف، به هر کسی که هستید، افتخار کنید، چه از هنجار به هر طریقی که از هنجار منحرف شوید. اما از سوی دیگر به نوعی آهنگی برای «دیگران» نیز هست. ما فقط یک آهنگ در مورد پذیرش می‌خواستیم.
در ابتدا برای انتشار در اوایل سال ۲۰۱۲ در نظر گرفته شده بود، تاریخ انتشار آلبوم به دلیل خرید Roadrunner Records توسط Warner Music نامعلوم بود. با این حال، از طریق یک پیام فیس بوک در صفحه رسمی گروه اعلام شد که آلبوم در ۱ ژوئن ۲۰۱۲ همراه با اولین تک آهنگ آلبوم، "Get the Devil Out of Me" در ۱۳ آوریل ۲۰۱۲ از طریق CNR Music منتشر خواهد شد، که دیلین را از وارنر موزیک تحویل گرفت. دومین تک‌آهنگ آلبوم، تراک عنوان «ما دیگران هستیم» بود. ↵در ۳ نوامبر اعلام شد که دیلین تیتر یک جشنواره Dames of Darkness (ولورهمپتون، بریتانیا) خواهد بود که قبلاً در سال ۲۰۰۹ (زیر فم متال) عنوان کرده بودند. جشنواره).
در ۲۶ فوریه ۲۰۱۳، دیلین اعلام کرد که یک آلبوم ویژه با عنوان Interlude منتشر خواهند کرد که شامل آهنگ‌های جدید، کاور، آهنگ‌های زنده، نسخه‌های ویژه آهنگ‌های قبلی و یک دی‌وی‌دی جایزه می‌شود. این در تاریخ‌های مختلف در سراسر هفته اول ماه مه در سراسر جهان منتشر شد.

### آلبوم تضاد انسانی، ای‌پی پیش درآمدقمری و غول ماه (۲۰۱۴–۲۰۱۸)

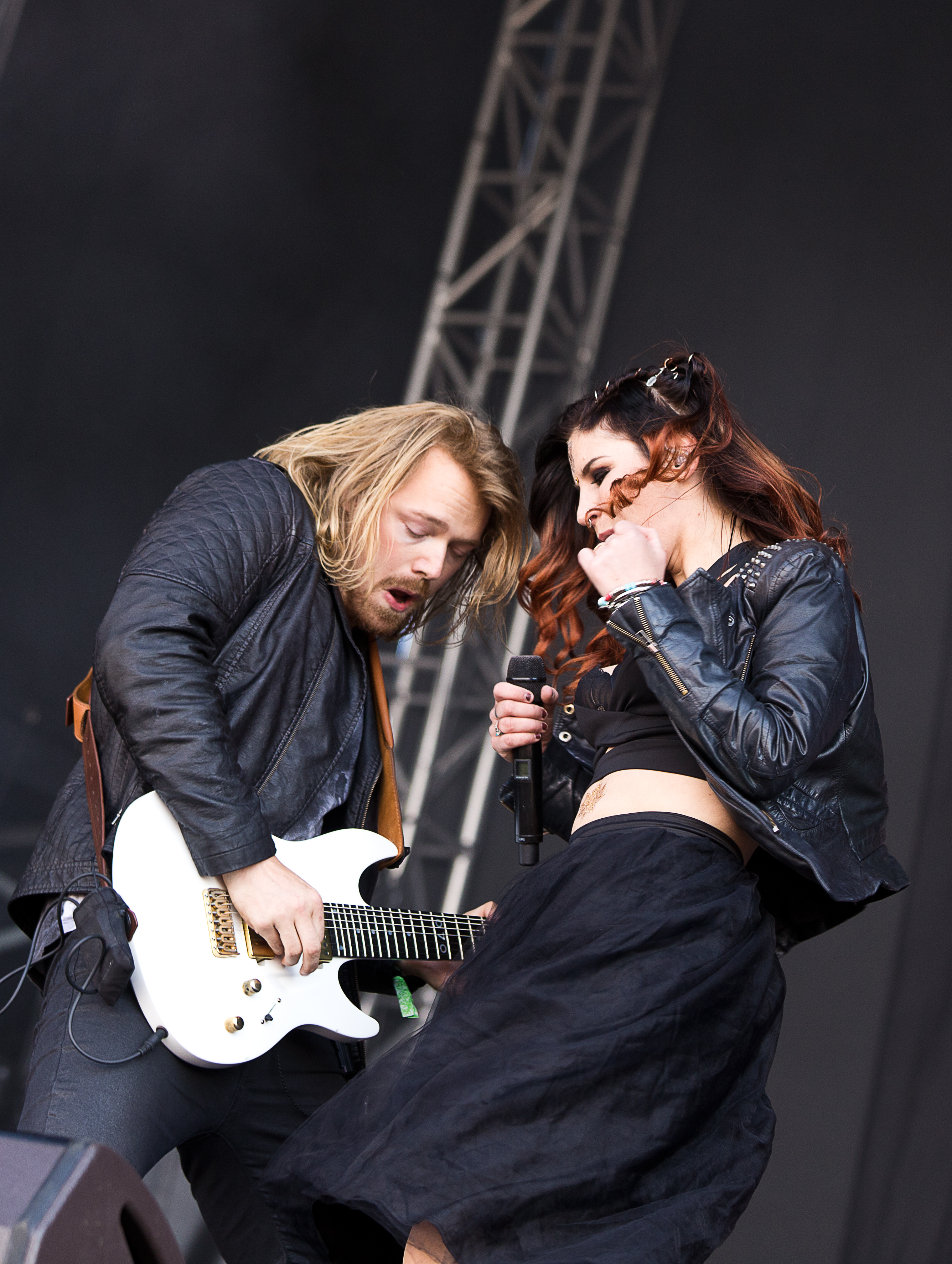
وسلز و سامرز در حال اجرای کنسرت دیلین در سال ۲۰۱۵

در ۲۳ ژانویه ۲۰۱۴، دیلین اعلام کرد که آلبوم جدیدی با عنوان تضاد انسانی منتشر خواهد کرد. در ۵ آوریل ۲۰۱۴ در اروپا و در ۸ آوریل ۲۰۱۴ در آمریکای شمالی منتشر شد.
در ۴ ژوئن ۲۰۱۴، اعلام شد که درامر Sander Zoer به دلایل شخصی از گروه کناره‌گیری می‌کند. او در پشت صحنه دیلین به کار خود ادامه داد. درامر جایگزین اعلام شد که روبن اسرائیل است که در طول تور دیلین با Kamelot برای Zoer قدم گذاشته بود. زوئر تا سپتامبر به اجرای برنامه ادامه داد تا اینکه به دلایل شخصی رفت و اسرائیل جایگزین او شد.
گروه در نوامبر ۲۰۱۴، مرل بچتولد را به عنوان نوازنده گیتاریست دوم برای تور بریتانیایی خود به همراه آورد. Otto Schimmelpenninck van der Oije در ۲۶ نوامبر ۲۰۱۴ دچار آسیب دیدگی شد که درواقع به‌طور تصادفی مورد اصابت یک توپ استریمر قرار گرفت و باعث پارگی بیضه چپ او شد. گفته می‌شود که این حادثه به دلیل موقعیت نامشخص صحنه رخ داده‌است، زیرا به جای پنج نفر معمول، شش نفر روی صحنه حضور داشتند. در حالی که او در حال نقاهت بود، گروه از قطعات باس از پیش ضبط شده استفاده کرد. هیچ آسیب دائمی وارد نشد و از ۱۲ ژانویه ۲۰۱۵، Schimmelpenninck van der Oije تور خود را از سر گرفت. به دلیل برنامه کامل سامرز، مرل بچتولد تا فوریه جای گیتاریست تیمو سامرز را پر کرد.
دیلین با Sabaton و Battle Beast و همچنین آمریکای شمالی با Sabaton به عنوان حمایت از نایت‌ویش در نیمه اول سال ۲۰۱۵ تور برگزار کرد و در ماه اکتبر به عنوان حمایت از آنها به آمریکای لاتین بازگشت. دیلین به عنوان پشتیبان برای تور نایت‌ویش در دومین مرحله از آمریکای شمالی در سال ۲۰۱۶ با سوناتا آرتیکا تور برگزار کرد. این باعث شد تا چهارمین سال متوالی گروه در ایالات متحده و کانادا تور برگزار کند.
در ۱۹ اکتبر ۲۰۱۵، دیلین، مرل بچتولد، گیتاریست دوره‌گرد را به عضویت دائمی درآورد.
دیلین یک EP هشت آهنگ از آهنگ‌های جدید و زنده به نام Lunar Prelude را اعلام کرد. EP در ۱۹ فوریه ۲۰۱۶ منتشر شد. اولین تک آهنگ آنها، Suckerpunch، از EP در ۵ فوریه منتشر شد.
گروه آلبوم جدیدی متشکل از ده آهنگ اصلی و یک جلد «کوئین» به نام Moonbathers را اعلام کرد. این رکورد در ۲۶ اوت ۲۰۱۶ منتشر شد.
اولین آلبوم ویدیویی زنده دیلین، A Decade of Delain: Live at Paradiso در پارادیزو در آمستردام، هلند برای دهمین سالگرد گروه در ۱۰ دسامبر ۲۰۱۶ فیلمبرداری شد. این آلبوم در ۲۷ اکتبر ۲۰۱۷ منتشر شد. در ۳۰ اوت ۲۰۱۸، جوی دی بوئر پس از پر کردن جای روبن اسرائیل، که در اکتبر ۲۰۱۷ گروه را ترک کرد، به عضویت دائمی دیلین درآمد.

### آلبوم ای‌پی ماه شکارچی و آخرالزمان و آرامش (۲۰۱۸–۲۰۲۰)

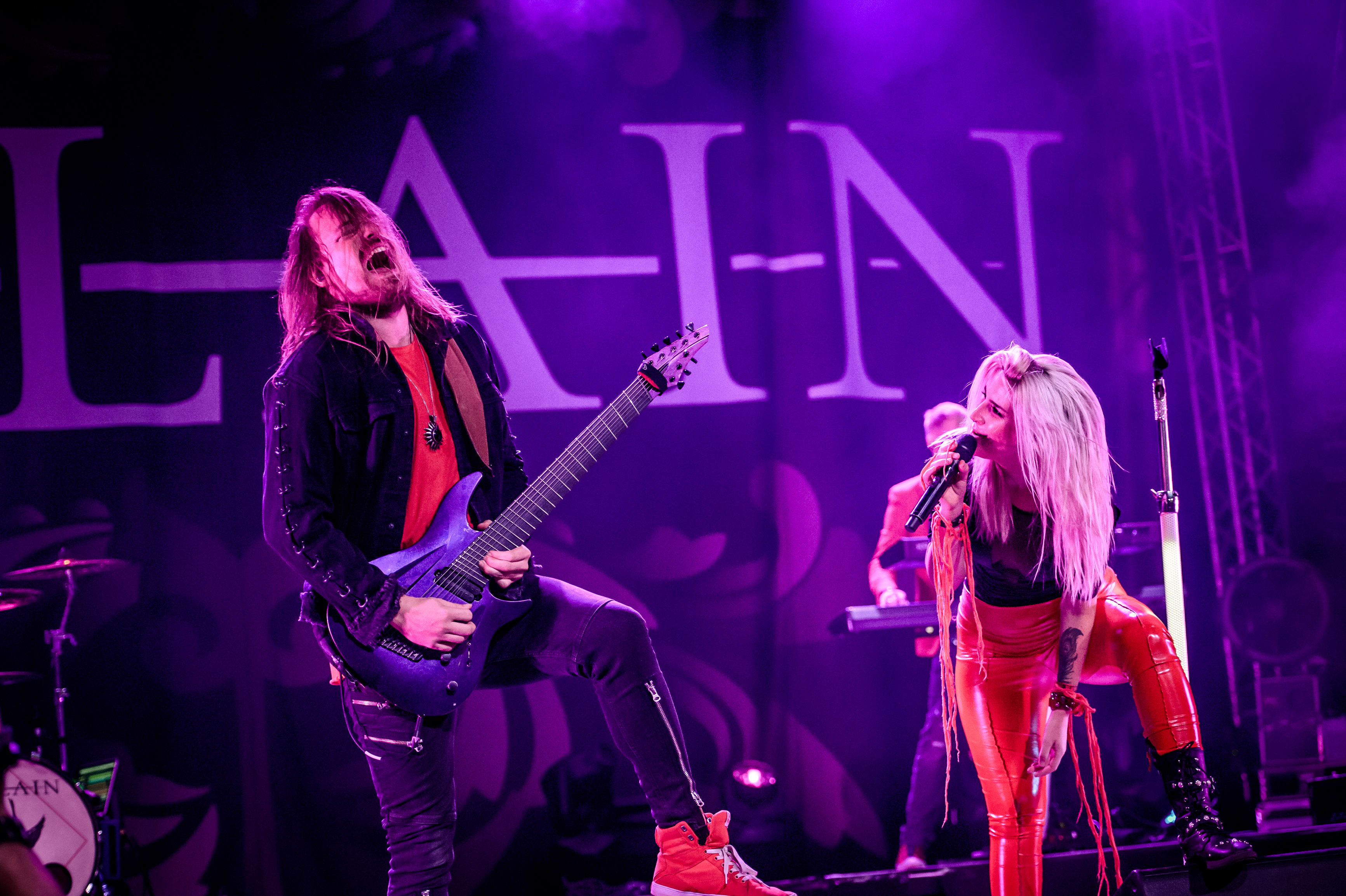
دیلین در حال اجرا در وکن اوپن ایر ۲۰۱۹

دیلین یک EP جدید با عنوان Hunter's Moon را در ۱۳ دسامبر ۲۰۱۸ اعلام کرد. EP در ۲۲ فوریه ۲۰۱۹ منتشر شد. Masters of Destiny، اولین تک آهنگ EP در ۱۱ ژانویه ۲۰۱۹ همراه با یک موزیک ویدیو منتشر شد.
مرل بچتولد در ۱۶ ژوئن ۲۰۱۹ اعلام کرد که به‌طور دوستانه گروه را ترک می‌کند تا به دنبال علایق موسیقی دیگری باشد. آخرین نمایش او با Delain در Graspop Metal Meeting در ۲۳ ژوئن ۲۰۱۹ برگزار شد.
در ۲۷ سپتامبر ۲۰۱۹، "Burning Bridges"، اولین تک‌آهنگ آلبوم منتشر شد، که چند روز قبل در طول تور آمریکای شمالی آن‌ها برای اولین بار به نمایش درآمد. در ۱۵ نوامبر ۲۰۱۹، دومین تک آهنگ از آلبوم، "One Second" منتشر شد.
گروه در ۲۹ نوامبر ۲۰۱۹ عنوان ششمین آلبوم استودیویی خود را به نام Apocalypse & Chill رسماً اعلام کرد. این آلبوم در ۷ فوریه ۲۰۲۰ منتشر شد.
در طول دنیاگیری کووید-۱۹، گروه توسط خواننده Arch Enemy, Alissa White-Gluz برای یک کنسرت پخش زنده مفید به نام Together at Home نامزد شد. خواننده اصلی شارلوت وسلز و گیتاریست تیمو سامرز هر دو شرکت کردند و نسخه آکوستیک آهنگ‌ها را اجرا کردند و آخرین اجراکنندگان نامزدهای پخش زنده بودند.

### تغییرات ترکیب و آلبوم آبهای تاریک (۲۰۲۱-اکنون)

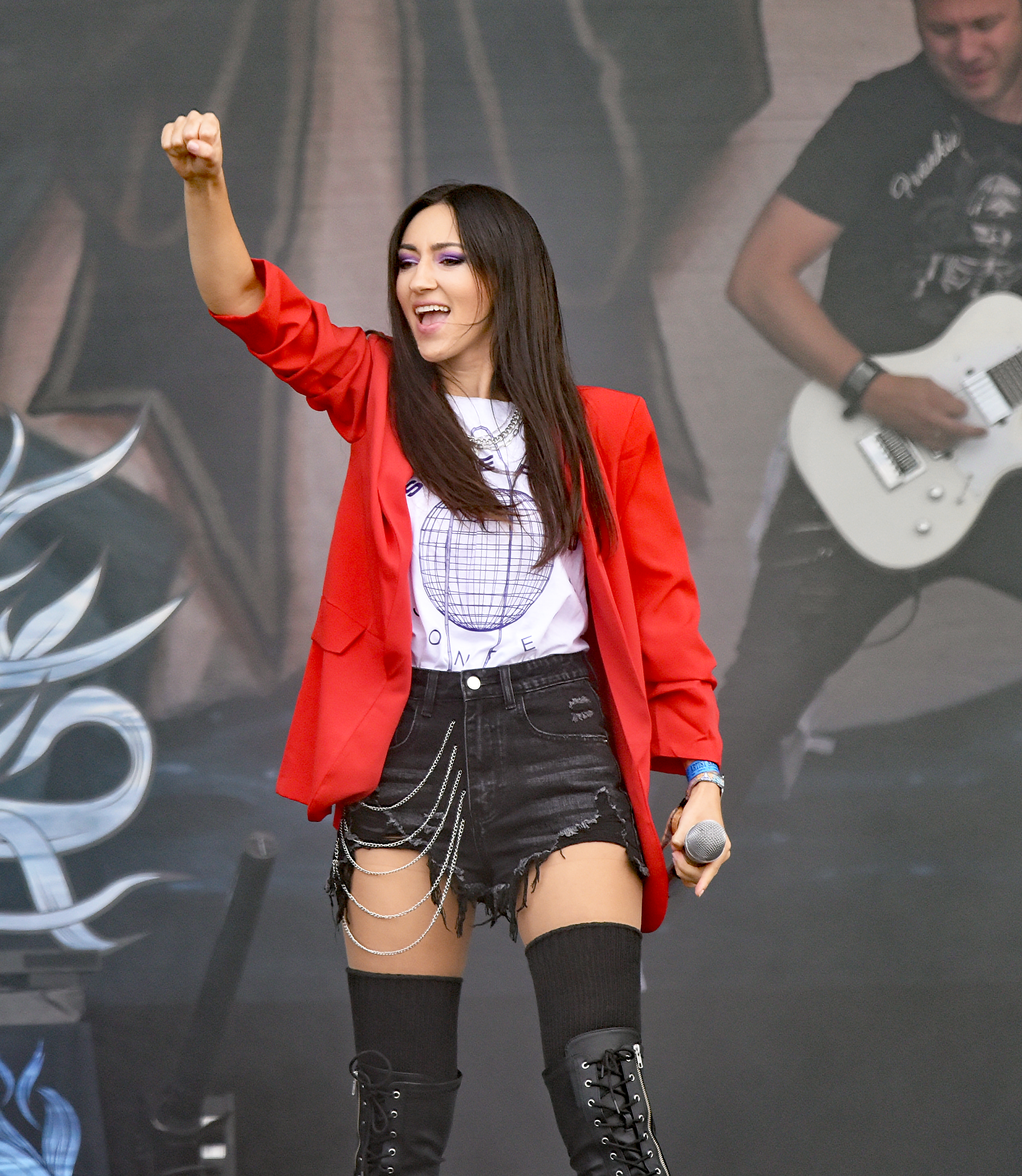
دایانا لی در سال ۲۰۲۲ خواننده دیلین شد

در ۱۵ فوریه ۲۰۲۱، اعلام شد که ترکیب دیلین منحل شده‌است و به عنوان یک پروژه انفرادی وسترهولت که اظهار داشت که به «زنده نگه داشتن دیلین» ادامه خواهد داد، ادامه خواهد یافت. او در این بیانیه گفت: «دیلین ادامه خواهد داشت. دیگران مسیرهای متفاوتی را انتخاب کرده‌اند. من تصمیم گرفتم با ادامه نوشتن و تولید موسیقی برای دیلین مثل همیشه، دیلین را زنده نگه دارم. پروژه در سال ۲۰۰۲ و برای آلبوم بعدی من آن را به یک فرم پروژه برمی گردم و موسیقی را با مهمانان ویژه منتشر می‌کنم. همان‌طور که به نظر می‌رسد اکنون بسیاری از چهره‌های آشنا برای همراهی من در این سفر بازخواهند گشت.» او اضافه کرد که در حال رفتن به حرفه انفرادی خود است، اما برای سایر اعضا و طرفداران آرزوی موفقیت کرد: 
"امیدوارم که دیلین یک نیروی مثبت در زندگی همه باشد. ما دیگران هستیم، همیشه خواهیم بود و هیچ کدام از اینها تغییری در آن ایجاد نمی‌کند."
در ۹ ژوئن ۲۰۲۱، وسترهولت در مصاحبه ای اظهار داشت که گروه یک پروژه انفرادی نخواهد بود، بلکه به یک موجودیت زنده که متشکل از اعضای جدید و سابق خواهد بود، ادامه خواهد داد. او ادامه داد که تعداد زیادی DNA Delain در این ترکیب جدید وجود خواهد داشت.
در ۲۸ ژوئن ۲۰۲۱ اعلام شد که Sander Zoer که قبلاً درامر دیلین بود، به عنوان اولین عضو برای ترکیب جدید گروه بازگشته است. در ۱۲ ژوئیه ۲۰۲۱، دیلین رونالد لاندا را که تا آوریل راین گیتاریست اصلی گروه بود، به عنوان گیتاریست خود دوباره معرفی کرد. در ۲۸ فوریه ۲۰۲۲، اعلام شد که راب ون در لو، نوازنده سابق بیس، به عنوان نوازنده مهمان برای آلبوم آینده حضور خواهد داشت. در ۱۹ می ۲۰۲۲، لودوویکو سیوفی به عنوان نوازنده باس جدید به گروه پیوست. گروه در حالی که اعلام کرد در نوامبر ۲۰۲۲ به اجرای برنامه‌ها بازخواهند گشت، گروه تک آهنگ جدید "The Quest and the Curse" را در ۹ اوت ۲۰۲۲ منتشر کرد، و همچنین خواننده اصلی جدید خود، Diana Leah را اعلام کرد. گروه برای اولین بار در آربورگ، سوئیس برای جشنواره ریورساید در ۲۷ اوت ۲۰۲۲ با ترکیب جدید به اجرا پرداختند. دومین تک آهنگ، "Beneath" که توسط گروه در Zwolle اجرا شد، در ۲۹ نوامبر ۲۰۲۲ منتشر شد. همزمان در همان روز انتشار تک‌آهنگ، گروه همچنین عنوان هفتمین آلبوم استودیویی خود را به نام Dark Waters اعلام کرد که در ۱۰ فوریه ۲۰۲۳ منتشر شد. در ۱۰ ژانویه ۲۰۲۳، سومین تک آهنگ به همراه یک موزیک ویدیو در حمایت از آن برای آهنگ "Moth to a Flame" منتشر شد.
برای حمایت از انتشار Dark Waters، گروه در پایان سال اعلام کرد که در آوریل و مه ۲۰۲۳ با زاندریا و ایلومیشید تور اروپا را برگزار خواهند کرد، و سپس یک تور آمریکای شمالی در سپتامبر ۲۰۲۳ با Visions of Atlantis برگزار خواهد شد.

## اعضا

### اعضای کنونی
- مارتین وسترهولت – کیبورد (۲۰۰۲، ۲۰۰۵-اکنون)
- ساندر زوئر – درام (۲۰۰۶–۲۰۱۴، ۲۰۲۱-اکنون)
- رونالد لاندا – گیتار، بک وکال، آواز خشن (۲۰۰۶–۲۰۰۹، ۲۰۲۱-اکنون)
- لودویکو سیوفی – باس، بک وکال، آواز خشن (۲۰۲۲-اکنون)
- دایانا لی - خواننده اصلی (۲۰۲۲-اکنون)

### اعضای سابق
| - آن اینورنیزی – خواننده اصلی (۲۰۰۲) - شارلوت وسلز – خواننده اصلی (۲۰۰۵–۲۰۲۱) - روی ون انخویزن – گیتار (۲۰۰۲) - فرانک ون در میدن – گیتار (۲۰۰۲) - ری ون اسپرینگ – گیتار (۲۰۰۶–۲۰۰۷) - اووت پیترز – گیتار، بک وکال (۲۰۰۹–۲۰۱۰) - تیمو سامرز – گیتار اصلی، بک وکال (۲۰۱۱–۲۰۲۱) - مرل بچتولد – گیتار ریتم (۲۰۱۵–۲۰۱۹؛ زنده ۲۰۱۳، ۲۰۱۴–۲۰۱۵) | - مارتین ویلمسن – باس (۲۰۰۲) - راب ون در لو – باس (۲۰۰۶–۲۰۱۰؛ جلسه ۲۰۲۲) اتو شیملپنینک ون در آویژه - باس، آواز خشن (۲۰۱۰–۲۰۲۱) - تیم کوپر - درام (۲۰۰۲) - روبن اسرائیل - طبل (۲۰۱۴–۲۰۱۷؛ زنده ۲۰۱۳) - جوی دی بوئر - درام (۲۰۱۸–۲۰۲۱؛ زنده ۲۰۱۷–۲۰۱۸) |

### دوره و اعضای اجرای زنده
- مارکو هیتالا – باس (۲۰۰۶)، خواننده اصلی (۲۰۰۶، ۲۰۰۹، ۲۰۱۴، ۲۰۲۳)
- روزان ون در آ – بک خواننده (۲۰۰۶)
- جورج اوستوک – آوازهای خشن (۲۰۰۶، ۲۰۰۹، ۲۰۱۲، ۲۰۱۴)
- آد شاتر – گیتار (۲۰۰۶)
- جان «اورکی» یرلوند – گیتار (۲۰۰۶)
- گاس آیکنز – گیتار، بک وکال (۲۰۰۶، ۲۰۰۹، ۲۰۱۲، ۲۰۱۴)
- آرین ون ویزنبک – درام (۲۰۰۶)
- رول وینک – باس (۲۰۰۹)
- باس ماس – گیتار (۲۰۱۲)
- آلیسا وایت گلوز – آواز خشن (۲۰۱۴، ۲۰۱۶)
- یان رچبرگر – درام (۲۰۱۹)
- پائولو ریبالدینی - خواننده اصلی (۲۰۲۲ تا کنون)

## دیسکوگرافی
| عنوان                                                                  | جزئیات آلبوم                                           | اوج موقعیت‌های نمودار | اوج موقعیت‌های نمودار | اوج موقعیت‌های نمودار | اوج موقعیت‌های نمودار | اوج موقعیت‌های نمودار | اوج موقعیت‌های نمودار | اوج موقعیت‌های نمودار | اوج موقعیت‌های نمودار |
| عنوان                                                                  | جزئیات آلبوم                                           | هلند                 | آلمان                | سوئیس                | انگلستان             | بلژیک (WA)           | بلژیک (FL)           | فرانسه               | ژاپن                 |
| ---------------------------------------------------------------------- | ------------------------------------------------------ | -------------------- | -------------------- | -------------------- | -------------------- | -------------------- | -------------------- | -------------------- | -------------------- |
| شفافیت                                                                 | - منتشر شده: ۴ سپتامبر ۲۰۰۶ - لیبل: Roadrunner Records | ۴۳                   | —                    | —                    | —                    | —                    | —                    | —                    | —                    |
| باران آوریل                                                            | - منتشر شده: ۲۰ مارس ۲۰۰۹ - لیبل: Roadrunner Records   | ۱۴                   | ۹۷                   | ۹۱                   | ۱۹۲                  | —                    | —                    | ۸۸                   | ۱۲۷                  |
| ما دیگران هستیم                                                        | - تاریخ انتشار: ۱ ژوئن ۲۰۱۲ - لیبل: Roadrunner         | ۴                    | ۷۷                   | ۴۳                   | ۷۵                   | ۹۹                   | ۸۲                   | ۱۱۸                  | ۲۲۱                  |
| تضاد انسانی                                                            | - منتشر شده: ۴ آوریل ۲۰۱۴ - لیبل: Napalm               | ۲۵                   | ۴۰                   | ۲۴                   | ۴۴                   | ۹۰                   | ۶۵                   | ۱۰۶                  | ۱۸۵                  |
| غول ماه                                                                | - منتشر شده: ۲۶ اوت ۲۰۱۶ - لیبل: Napalm                | ۱۵                   | ۱۷                   | ۱۸                   | ۵۰                   | ۳۷                   | ۲۳                   | ۹۳                   | ۱۲۸                  |
| آخرالزمان و آرامش                                                      | - منتشر شده: ۷ فوریه ۲۰۲۰ - لیبل: Napalm               | ۲۴                   | ۱۴                   | ۸                    | —                    | ۵۹                   | ۴۵                   | —                    | —                    |
| آبهای تاریک                                                            | - منتشر شده: ۱۰ فوریه ۲۰۲۳ - لیبل: Napalm              | ۳۵                   | ۹                    | ۱۰                   | —                    | ۱۷۷                  | ۵۷                   | —                    | —                    |
| "—" به آلبومی اشاره می‌کند که در آن منطقه نمودار نشده یا منتشر نشده‌است. |                                                        |                      |                      |                      |                      |                      |                      |                      |                      |

## آلبوم‌های زنده
| عنوان                             | جزئیات آلبوم زنده                                 | اوج موقعیت‌های نمودار | اوج موقعیت‌های نمودار | اوج موقعیت‌های نمودار | اوج موقعیت‌های نمودار |
| عنوان                             | جزئیات آلبوم زنده                                 | هلند                 | بلژیک (WA)           | بلژیک (FL)           | آلمان                |
| --------------------------------- | ------------------------------------------------- | -------------------- | -------------------- | -------------------- | -------------------- |
| یک دهه با دیلین: زنده در پارادیزو | - منتشر شده: ۲۷ اکتبر ۲۰۱۷ - لیبل: Napalm Records | ۷۸                   | ۱۲۳                  | ۱۰۷                  | ۶۴                   |

## نماهنگ
- «یخ زده» (۲۰۰۷)
- «مرا در سایه ببین» (۲۰۰۷)
- «جمع‌آوری» (۲۰۰۸)
- «برای همیشه بمان» (۲۰۰۹)
- «باران آوریل» (۲۰۰۹)
- «شیطان را از من بیرون کن» (۲۰۱۲)
- «ما دیگران هستیم» (۲۰۱۲)
- «آیا با من تمام شد» (۲۰۱۳)
- «غبار ستاره‌ای» (۲۰۱۴)
- «مشت مکنده» (۲۰۱۶)
- «آتش با آتش» (ویدیوی زنده) (۲۰۱۶)
- «استادان سرنوشت» (۲۰۱۹)
- «سوختن پل‌ها» (۲۰۱۹)
- «قلب خانه ارواح» (۲۰۲۰)
- «جستجو و نفرین» (۲۰۲۲)
- «زیر» (۲۰۲۲)
- «پروانه‌ای به سوی شعله» (۲۰۲۳)
- «ملکه سایه» (۲۰۲۳)

## جوایز و نامزدها
| سال  | جایزه                     | دسته‌بندی          | کار نامزد شده    | نتیجه     | یادداشت                  |
| ---- | ------------------------- | ----------------- | ---------------- | --------- | ------------------------ |
| ۲۰۰۷ | جوایز موسیقی ام‌تی‌وی اروپا | صداهای جدید اروپا | بهترین گروه جدید | نامزد شده | در روز یازدهم ناک اوت شد |
| ۲۰۰۷ | TMF Awards                | بهترین راک        | بهترین گروه جدید | نامزد شده |                          |